# Giustizierato
Giustizierato (plural: giustizierati) era el nombre que recibían las provincias en que estaba dividido el reino de Nápoles durante el periodo en que estuvo gobernado por las dinastías Hohenstaufen y Anjou.
La división original fue establecida en 1231 en la constitución de Melfi, obra de Federico II Hohenstaufen; posteriormente algunos de los giustizierati fueron subdivididos. Con el advenimiento de la dominación aragonesa esta denominación se perdió, renombrándolos simplemente como provincias, aunque su extensión territorial se mantuvo.
| Provincias o giustizierati de Nápoles | | |
| Giustizierato                         | Capital | Notas |
| Abruzzo Ultra                         | Aquila | Originalmente eran una sola provincia. Alfonso I dividió los Abruzzi en dos.                                                                          |
| Abruzzo Citra                         | Chieti | Originalmente eran una sola provincia. Alfonso I dividió los Abruzzi en dos.                                                                          |
| Terra di Lavoro                       | Capua | |
| Condado de Molise                     | Campobasso | |
| Principado Ultra                      | Montefusco | Divididos en dos a partir del territorio del antiguo Ducado de Benevento.                                                                             |
| Principado Citra                      | Salerno | Divididos en dos a partir del territorio del antiguo Ducado de Benevento.                                                                             |
| Capitanata                            | San Severo, Lucera, Foggia | Originalmente eran una sola provincia, nombrada Apulia o Puglia. Alfonso I la dividió en tres.                                                        |
| Terra di Bari                         | Bari | Originalmente eran una sola provincia, nombrada Apulia o Puglia. Alfonso I la dividió en tres.                                                        |
| Terra d'Otranto                       | Lecce | Originalmente eran una sola provincia, nombrada Apulia o Puglia. Alfonso I la dividió en tres.                                                        |
| Basilicata                            | Lauria, Lagonegro, Potenza, Matera (desde 1663 hasta 1806) | |
| Calabria Citra                        | Cosenza | Fueron divididos en dos por Federico II Hohenstaufen. Calabria Citra era conocida también como valle del Cratis, y Calabria Ultra como Terra Jordana. |
| Calabria Ultra                        | Reggio (desde 1147 hasta 1443 y desde 1465 hasta 1582), Catanzaro (desde 1443 hasta 1465 y desde 1593 hasta 1806), Monteleone (desde 1582 hasta 1593 y desde 1806 hasta 1816) | Fueron divididos en dos por Federico II Hohenstaufen. Calabria Citra era conocida también como valle del Cratis, y Calabria Ultra como Terra Jordana. |

Posteriormente, a finales del siglo XVII, Calabria Ultra y Abruzzo Ultra serían divididas cada una de ellas en dos nuevas provincias. En 1807 se formó la provincia de Nápoles a partir de Terra di Lavoro.